# Monti Davis
Damon William "Monti" Davis (Warren, Ohio, 26 de julio de 1958-4 de junio de 2013) fue un jugador de baloncesto estadounidense que jugó 2 partidos en la NBA. Con 2,00 metros de estatura, jugaba en la posición de alero.

## Trayectoria deportiva

### Universidad
Jugó durante 4 temporadas con los Tigers de la Universidad de Tennessee State, donde promedió 13,7 puntos y 12,0 rebotes por partido. En 1979 fue el máximo reboteador de la División I de Baloncesto Masculino de la NCAA, al promediar 16,2 capturas por encuentro.

### Profesional
Fue elegido en la vigésimo primera posición del Draft de la NBA de 1980 por Philadelphia 76ers, pero solo jugó 2 minutos en un único partido, en el que anotó su único lanzamiento a canasta y capturó un rebote.
Tras ser despedido, firmó un contrato en el mes de enero de diez días con Dallas Mavericks, pero únicamente fue alineado durante 8 minutos de un partido.

## Estadísticas de su carrera en la NBA

### Temporada regular
| Temp.   | Edad | Equipo       | Liga | P | TIT | MIN | TC  | TCA | %TC   | 3P  | 3PA | %3P | TL  | TLA | %TL  | R.OF. | R.DEF. | REB | ASIS | ROB | TAP | PER | FP  | PTS |
| 1980-81 | 22   | TOTAL        | NBA  | 2 |     | 5.0 | 0.5 | 2.5 | .200  | 0.0 | 0.0 |     | 0.5 | 2.5 | .200 | 1.0   | 1.0    | 2.0 | 0.0  | 0.0 | 0.5 | 0.0 | 0.0 | 1.5 |
| 1980-81 | 22   | Philadelphia | NBA  | 1 |     | 2.0 | 1.0 | 1.0 | 1.000 | 0.0 | 0.0 |     | 0.0 | 0.0 |      | 0.0   | 1.0    | 1.0 | 0.0  | 0.0 | 0.0 | 0.0 | 0.0 | 2.0 |
| 1980-81 | 22   | Dallas       | NBA  | 1 |     | 8.0 | 0.0 | 4.0 | .000  | 0.0 | 0.0 |     | 1.0 | 5.0 | .200 | 2.0   | 1.0    | 3.0 | 0.0  | 0.0 | 1.0 | 0.0 | 0.0 | 1.0 |
| Total   |      |              | NBA  | 2 |     | 5.0 | 0.5 | 2.5 | .200  | 0.0 | 0.0 |     | 0.5 | 2.5 | .200 | 1.0   | 1.0    | 2.0 | 0.0  | 0.0 | 0.5 | 0.0 | 0.0 | 1.5 |